# Вікен Олександр Володимирович
Олександр Володимирович Вікен (нар. 4 квітня 1947, Берлін) — радянський і український аніматор, режисер і сценарист. Заслужений діяч мистецтв України (2010)

## Біографія
Закінчив курси художників-мультиплікаторів при «Київнаукфільмі» в 1970 році і почав працювати там аніматором. Паралельно в 1981 році закінчив Київський інститут культури. Працює в області мальованої анімації. Наприкінці 1970-х разом з іншими молодими аніматорами брав участь у створенні «підпільних» мультфільмів Олександра Татарського «До речі про пташок» в спеціально створеному для цього гуртку анімації при палаці піонерів. В 80-х роках був режисером на «Київнаукфільмі». Найвідоміші мультфільми — «Як Петрик П'яточкін слоників рахував» і «Відчайдушний кіт Васька». Згодом перейшов на студію «Борисфен-С» як аніматор.
Член НСКінУ з 1985 року.

## Фільмографія
- Балкон (1969), аніматор
- Як козак щастя шукав (1969), аніматор
- Казка про доброго носорога (1970), аніматор
- Як козаки у футбол грали (1970), аніматор
- Журавлик (1970), аніматор
- Про смугасте слоненя (1971), аніматор
- Сказання про Ігорів похід (1972), аніматор
- Братик Кролик та братик Лис (1972), аніматор
- Парасолька на полюванні, Як козаки наречених визволяли (1973), аніматор
- Зайченя заблукало, Чому в ялинки колючі хвоїнки, Була у слона мрія (1973), аніматор
- Кіт Базиліо і мишеня Пік (1974), аніматор
- Пригоди малюка Гіпопо (1974), аніматор
- Історія з одиницею (1975), аніматор
- Парасолька та автомобіль (1975), аніматор
- Як годували ведмежа (1976), аніматор
- Казка про жадність (1976), аніматор
- Справа доручається детективу Тедді. Справа №001: Бурий та Білий (1976), аніматор
- Лисичка з качалкою (1977), аніматор
- Тяп-ляп (1977), аніматор
- Казка про Івана, Пана та злидні (1977), аніматор
- Пригоди коваля Вакули (1977), аніматор
- Як козаки олімпійцями стали (1978), аніматор
- Грицькові книжки (1979), аніматор
- Капітошка (1980), аніматор
- Нічні капітани (1980), аніматор
- Сімейний марафон (1981), аніматор
- Сезон полювання (1981), режисер — диплом журі XV ВКФ, Таллінн 1982[3]
- Черевички (1982), аніматор
- Малята-мишенята (1982), аніматор
- Плутанина (1982), аніматор
- Жили-були думки... (1983), аніматор
- Послуга (1983), режисер
- Як Петрик П'яточкін слоників рахував (1984), режисер
- Відчайдушний кіт Васька (1985), режисер
- Справа доручається детективу Тедді. Космічна загадка (1986), аніматор
- Історія про дівчинку, яка наступила на хліб (1986), аніматор
- Людина з дитячим акцентом (1987), режисер — приз «За найкращий дитячий фільм», на міжнародному фестивалі анімаційних фільмів у Варні, Болгарія[4]
- Смерть чиновника (1988), режисер, сценарист та аніматор
- Останній бій (1989), режисер, сценарист та аніматор
- Кам'яна доба (1989), аніматор
- Богданчик і барабан (1992), режисер, сценарист аніматор
- Команда DIG. Печера жахів (1993), режисер і сценарист
- Команда DIG. Скіпетр фараона (1995), режисер і сценарист
- Ослина шкіра (1996), режисер і сценарист
- Гидке каченя (1996), режисер і сценарист
- Кози пана Сегена (1997), режисер
- Бабай (2014), аніматор